# Dmitry Gurevich
Dmitry Gurevich (en rus: Дмитрий Гуревич; nascut l'11 de setembre de 1956) és un jugador d'escacs estatunidenc d'origen rus que té el títol de Gran Mestre de la FIDE des de 1981.
Nascut a Moscou, Gurevich va emigrar a la ciutat de Nova York el 1980 i va obtenir el títol de Gran Mestre (GM) tres anys més tard.
Gurevich ha empatat o guanyat l'Obert dels EUA quatre vegades (els anys 1988, el 1994, el 2009 i el 2012). A més, Gurevich ha tingut resultats especialment bons al National Open de Las Vegas, on hi ha compartit el primer lloc en nombroses ocasions, per exemple, els anys 1985, 1986, 1990, 1991, 1996, 1997 i 2005. Ha estat un finalista habitual a la part superior de la taula de molts torneigs nord-americans, així com un participant habitual al Campionat d'Invitació dels EUA.